# 살뤼섬

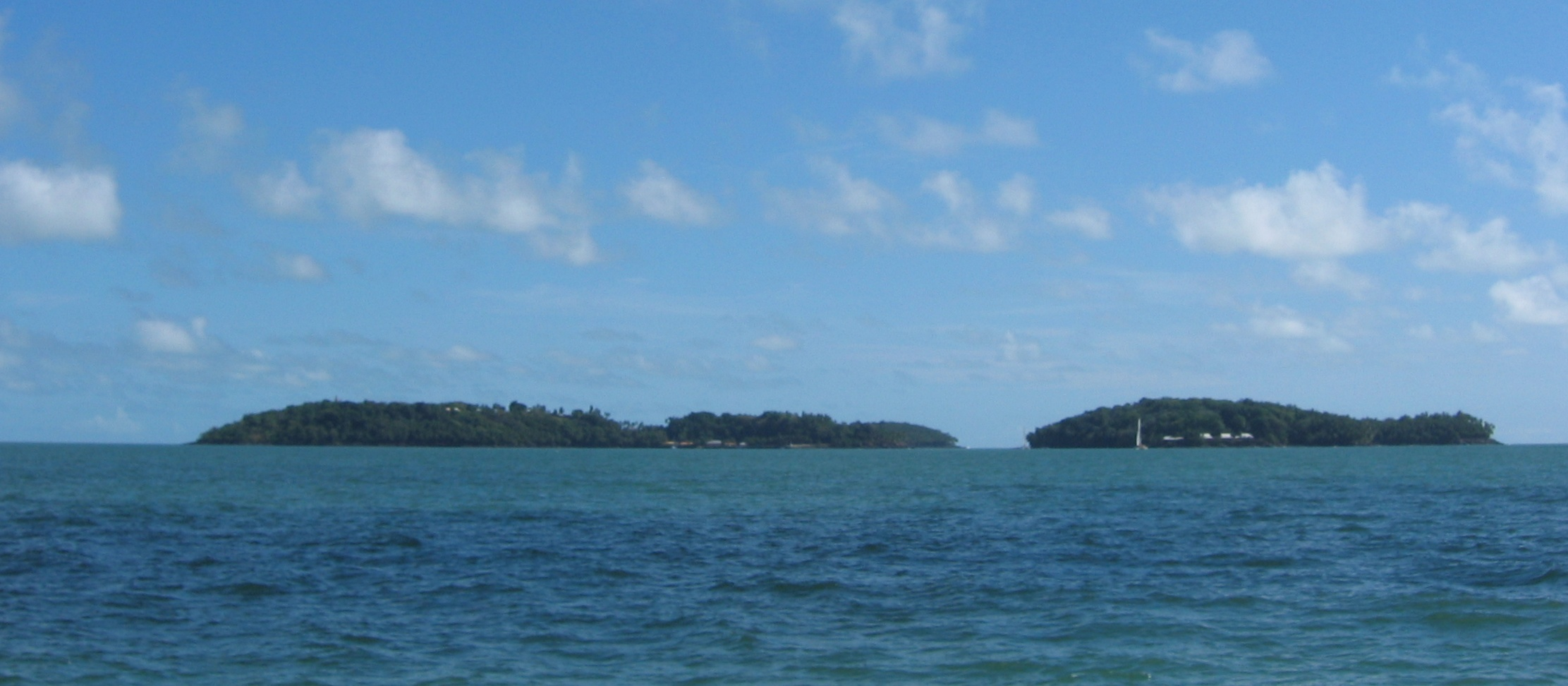
살뤼섬의 모습

살뤼섬(프랑스어: Îles du Salut)은 프랑스령 기아나 북쪽에 있는 화산 활동에 따라 만들어진 섬의 무리이다. 섬의 면적은 약 0.62 km2이다. 프랑스령 기아나 본토에서 약 11km 떨어진 곳에 있으며, 행정구역상 카옌(Cayenne)에 속한다. 디아블, 로얄,셍 죠셉의 세 섬으로 이루어져 있다. 영어권에서는 악마의 섬( Devil's Island)이란 이름으로 잘 알려져 있다. 이곳은 죄수를 가혹하게 착취하는 유형(流刑)식민지로 악명 높았다.